# Laeosopis evippus
Laeosopis evippus är en fjärilsart som beskrevs av Jacob Hübner 1798/803. Laeosopis evippus ingår i släktet Laeosopis och familjen juvelvingar. Inga underarter finns listade i Catalogue of Life.